# Megalomma roulei
Megalomma roulei är en ringmaskart som först beskrevs av Gravier 1907.  Megalomma roulei ingår i släktet Megalomma och familjen Sabellidae. Inga underarter finns listade i Catalogue of Life.